# Denis Polovnikov

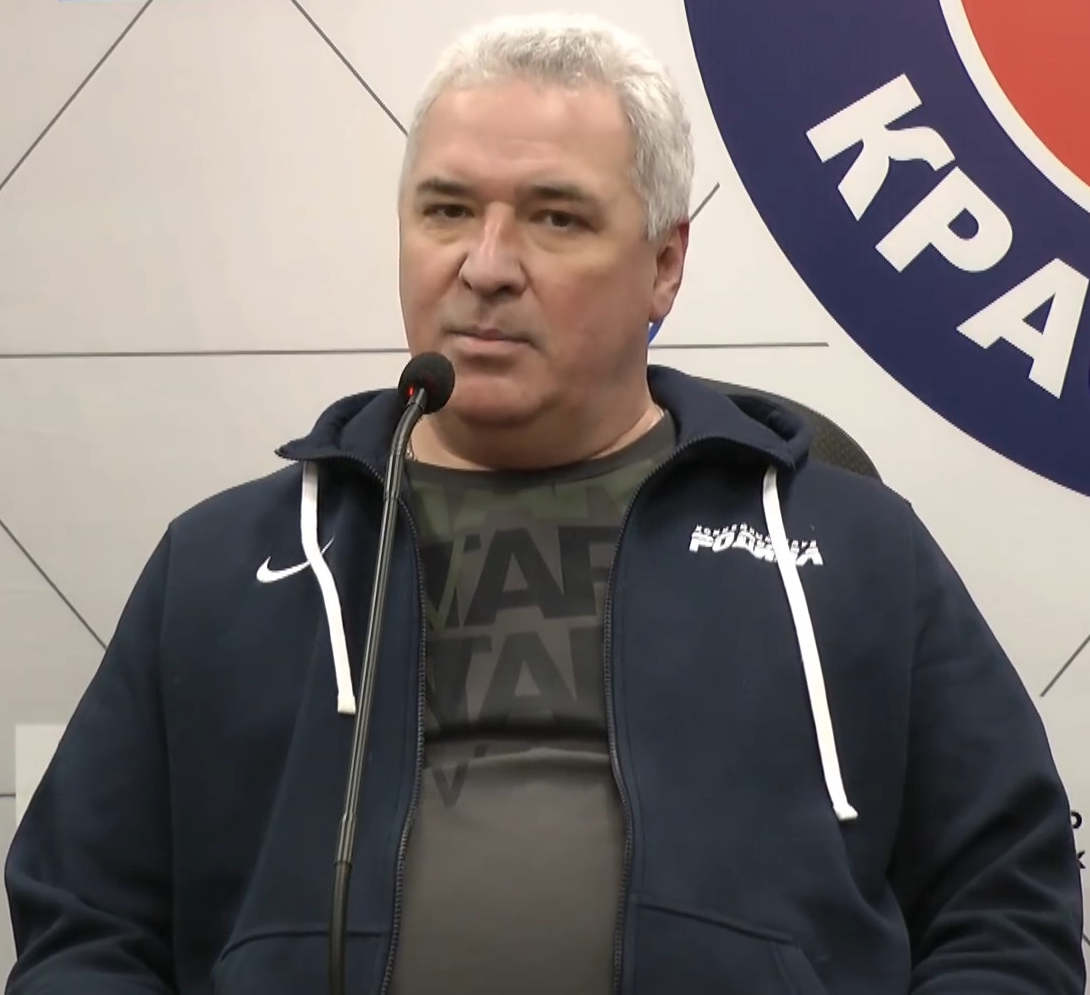

Denis Polovnikov, född 5 april 1975, är en kazakisk före detta bandymålvakt. Moderklubb var Rodina, där han började år 1991. Efter Rodina spelade han i Dynamo Moskva, och gick sedan  tillbaks till Rodina.